# Conus pulicarius
Conus pulicarius é uma espécie de gastrópode do gênero Conus, pertencente à família Conidae.

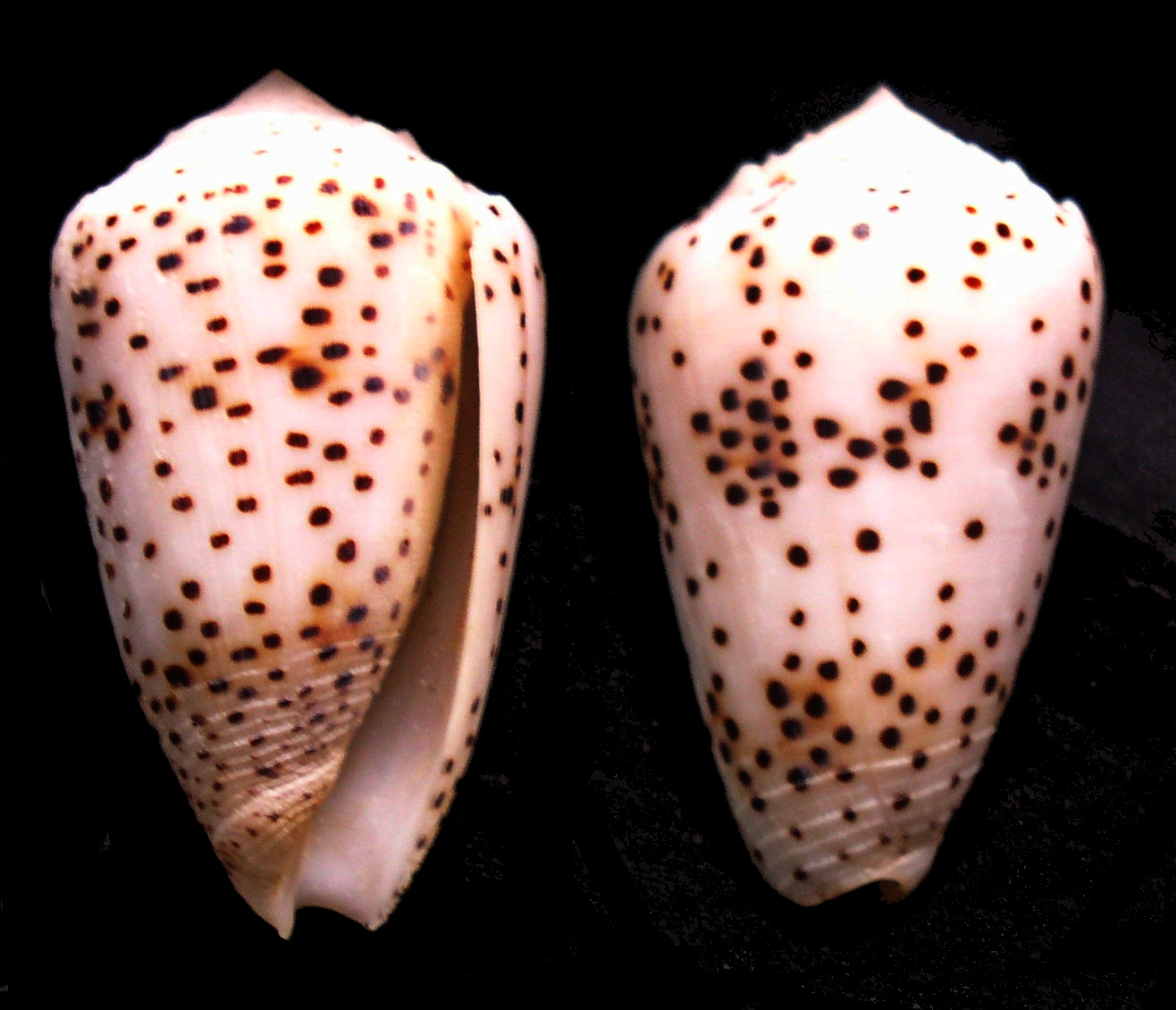
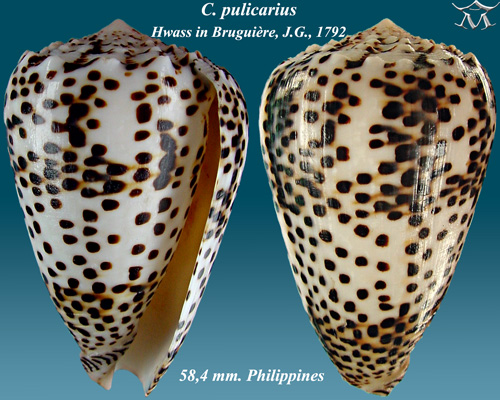
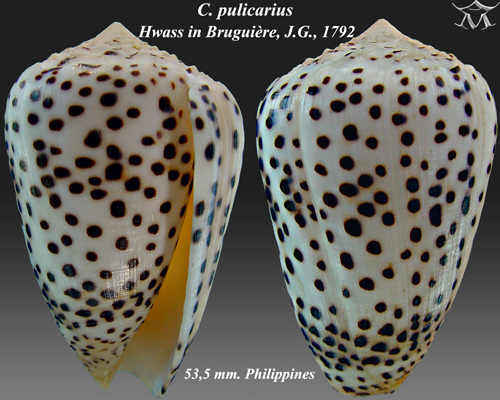
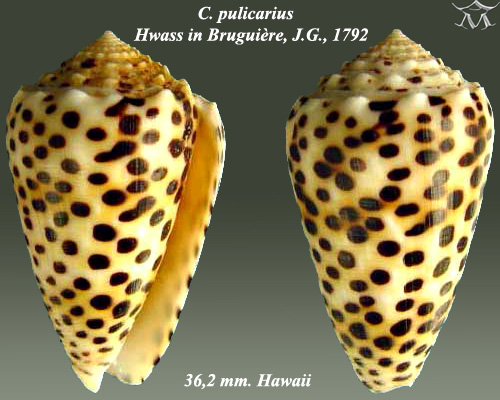
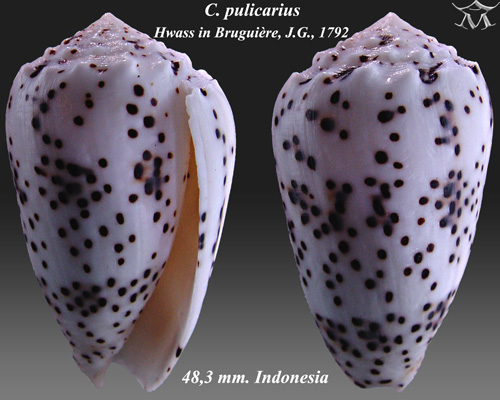
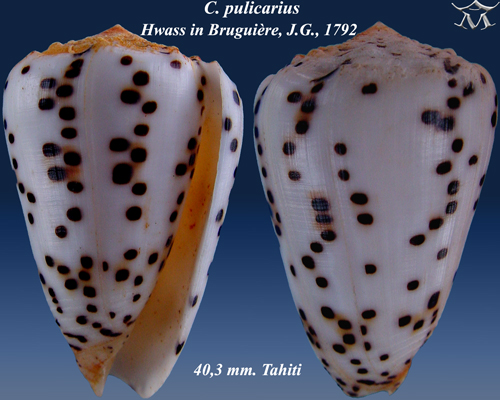
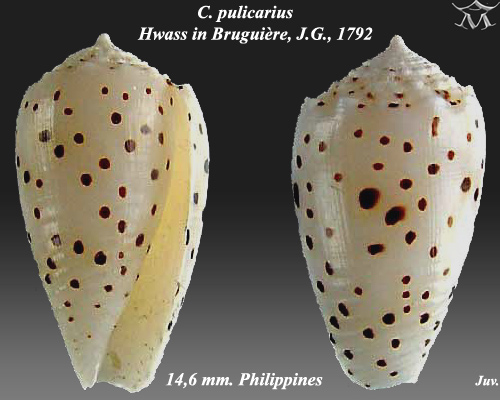